# Мар'ївка (Приютівська селищна громада)
Ма́р'ївка (в минулому — Сирітський) — село в Україні, у Приютівській селищній громаді Олександрійського району Кіровоградської області. Населення становить 180 осіб.

## Населення
Згідно з переписом УРСР 1989 року чисельність наявного населення села становила 172 особи, з яких 79 чоловіків та 93 жінки.
За переписом населення України 2001 року в селі мешкало 178 осіб.

### Мова
Розподіл населення за рідною мовою за даними перепису 2001 року:
| Мова       | Відсоток |
| ---------- | -------- |
| українська | 98,89 %  |
| російська  | 1,11 %   |